# Tonga Island Marine Reserve
Das Tonga Island Marine Reserve ist ein Meeresschutzgebiet im Norden der Südinsel Neuseelands, das sich an den Abel-Tasman-Nationalpark anschließt. Es wurde 1993 als drittes Meeresschutzgebiet Neuseelands gegründet.
Zum Schutzgebiet gehört eine Fläche von 1835 Hektar, dazu gehört das Meer in einem Umkreis von einer Seemeile um die Tonga Island sowie Küstengebiete zwischen Awaroe Head und der Landzunge zwischen der Bark- und der Mosquito-Bucht.
Auf der Insel Tonga Island befindet sich eine Seehundkolonie. Da das Fischen verboten ist, sind im Schutzgebiet zahlreiche Fische und Krustentiere, Delfine und Seevögel anzutreffen. Das Naturschutzgebiet ist ein beliebtes Tauchgebiet und wird auch zum Seekajakfahren benutzt.